# Euston Tower

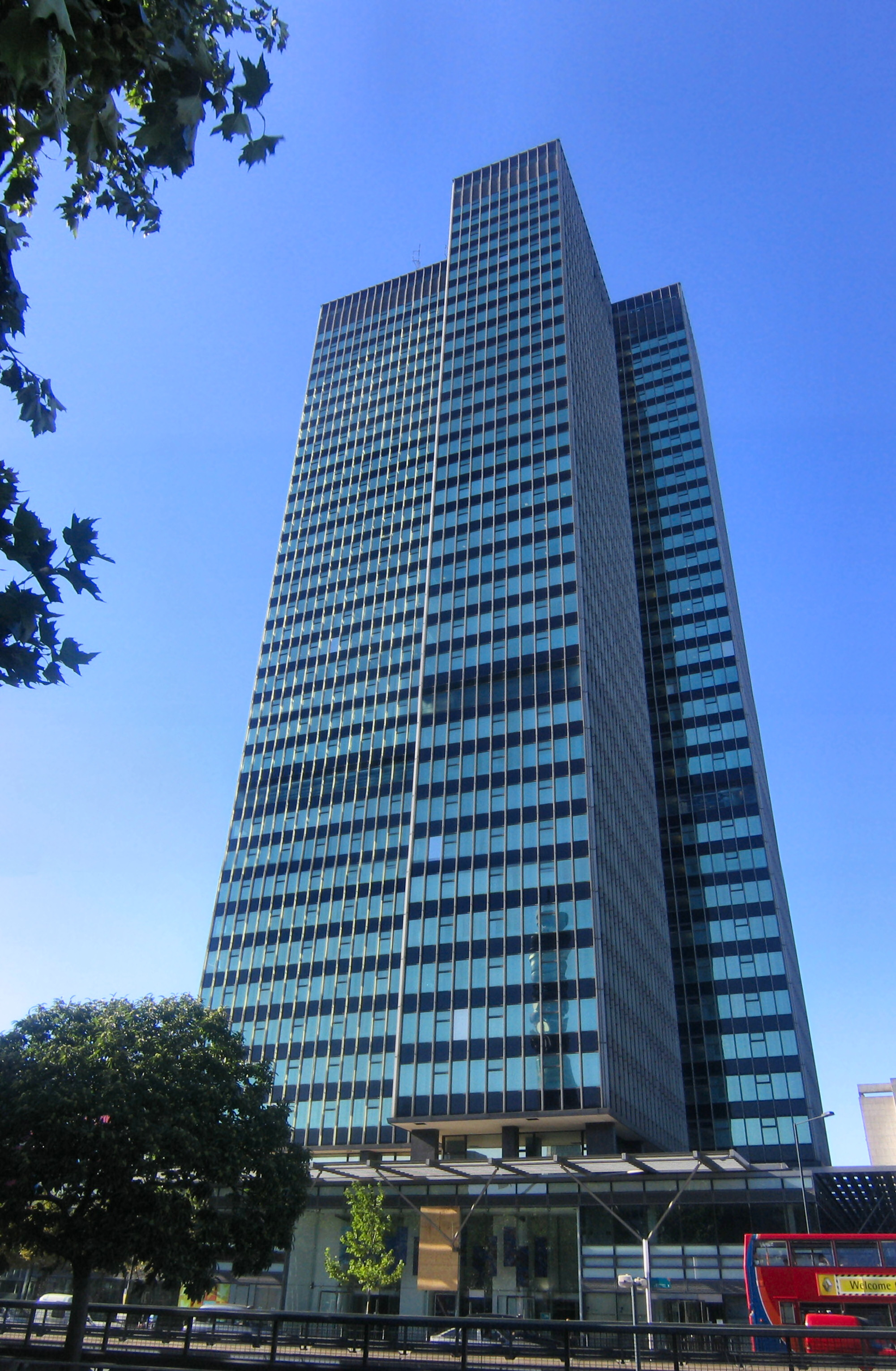
De Euston Tower 's zomers

De Euston Tower is een wolkenkrabber in het district Camden in Engeland. Het is een goed voorbeeld van de internationale stijl van wolkenkrabbers met veel ramen. De kantoortoren ligt aan de Tottenham Court Road/Hampstead Road en Euston Road. Het gebouw staat tegenover het metrostation Warren Street. Het officiële adres is Euston Road 286.
De wolkenkrabber is 124 meter hoog en heeft 36 verdiepingen. Het gebouw is ontworpen door Sidney Kaye.